# 郭秀珍
郭秀珍（1917年—2010年8月11日），浙江宁海人，中华人民共和国工商界人物、政治人物，曾任全国工商联副主席、名誉副主席，上海市政协副主席。
中国铝制品工业创始人郭耕余之女。